# Qubit
Quantum bit, viết tắt là qubit (/ˈkjuːbɪt/), là một khái niệm cơ bản và quan trọng nhất trong lĩnh vực khoa học thông tin lượng tử. Qubit được định nghĩa là một đối tượng dùng để truyền tải thông tin trên nền tảng lý thuyết thông tin lượng tử và tính toán trên máy tính lượng tử. Thuật ngữ này được Benjamin Schumacher đề xuất trong bài báo về mã hóa lượng tử vào năm 1993.
Qubit được xây dựng như là một đối tượng toán học với những tính chất đặc biệt. Tuy nhiên, điều đó không có nghĩa qubit không có tính chất vật lý. Ngược lại, tùy vào hệ đang xét mà qubit sẽ được biểu diễn dưới nhiều dạng khác nhau (xem bảng dưới). Trong nghiên cứu lý thuyết, qubit thường được mô tả như một hạt có spin ½.
Khái niệm qubit đóng vai trò quan trọng trong nghiên cứu Vật lý lượng tử hiện đại: là viên gạch đầu tiên trong xây dựng lý thuyết kết dính lượng tử, tính toán lượng tử, viễn tải lượng tử và truyền thông lượng tử.

## Biểu diễn toán học của qubit
Qubit là một hệ lượng tử có hai mức được biểu diễn trong không gian Hilbert hai chiều. Trong không gian này, một cặp trạng thái lượng tử trực giao và chuẩn hóa được chọn để mô tả một hệ vật lý:
{\displaystyle |0\rangle ={\begin{pmatrix}1\\0\end{pmatrix}},|1\rangle ={\begin{pmatrix}0\\1\end{pmatrix}}}
Dễ dàng thấy rằng các trạng thái {\displaystyle |0\rangle } và {\displaystyle |1\rangle } của qubit tương ứng với các giá trị nhị phân 0 và 1 của bit cổ điển. Các trạng thái này lập thành một cơ sở tính toán. Điểm khác biệt chính là ở mỗi thời điểm bit cổ điển chỉ có thể biểu một trong hai trạng thái 0 hoặc 1. Trong khi đó, với nguyên lý chồng chập, qubit có thể tạo thành một tổ hợp tuyến tính các trạng thái. Một trạng thái bất kỳ của qubit được viết dưới dạng:
{\displaystyle |\Psi \rangle =\alpha |0\rangle +\beta |1\rangle }
trong đó, {\displaystyle \alpha } và {\displaystyle \beta } là các số phức và thỏa mãn điều kiện chuẩn hóa:
{\displaystyle p(0)=|\alpha |^{2},p(1)=|\beta |^{2}\,}
Hai biểu thức trên cho biết khi sau khi tiến hành phép đo, kết quả thu được hoặc 0 với xác suất {\displaystyle |\alpha |^{2}\,} hoặc 1 với xác suất {\displaystyle |\beta |^{2}\,}. Do bình phương của các biên độ tương ứng với các xác suất, ta có:
{\displaystyle |\alpha |^{2}+|\beta |^{2}=1\,}
Biểu thức tổng quát cho qubit trình bày ở trên có một ý nghĩa quan trọng: nó cho biết qubit là một sự chồng chập trạng thái kết hợp giữa {\displaystyle |0\rangle } và {\displaystyle |1\rangle } thay vì một hỗn hợp không kết hợp. Điều này dễ dàng thấy được nếu xét toán tử mật độ của qubit:
{\displaystyle {\hat {\rho }}=|\Psi \rangle \langle \Psi |={\begin{pmatrix}|\alpha |^{2}&\alpha \beta ^{*}\\\alpha ^{*}\beta &|\beta |^{2}\end{pmatrix}}}
Các phần tử nằm ngoài đường chéo chính cho biết sự liên kết của trạng thái {\displaystyle |0\rangle } và {\displaystyle |1\rangle }. Điều này cho phép qubit nhận một giá trị rõ ràng sau một phép biển đổi trục, điều mà không thể có được với hỗn hợp không kết hợp
. Chẳng hạn, khi áp dụng toán tử Hadamard lên qubit với trường hợp {\displaystyle \alpha =\beta ={\frac {1}{\sqrt {2}}}} thì thu được:
{\displaystyle {\hat {H}}\left({\frac {1}{\sqrt {2}}}(|0\rangle +|1\rangle )\right)=|0\rangle }

### Biểu diễn qubit bằng quả cầu Bloch

Quả cầu Bloch là một quả cầu có bán kính đơn vị. Nó được sử dụng để biểu diễn các qubit một cách trực quan. Vị trí của mỗi qubit được xác định rõ ràng thông qua các tham số và.

Điều kiện chuẩn hóa cho phép qubit được biểu diễn ở dạng tổng quát và tường minh hơn:
{\displaystyle |\Psi \rangle =\left\{\cos \left({\frac {\theta }{2}}\right)|0\rangle +e^{i\varphi }\sin \left({\frac {\theta }{2}}\right)|1\rangle \right\}e^{i\gamma }}
vớ các tham số {\displaystyle \theta ,\gamma } và {\displaystyle \varphi } là các số thực. Giá trị pha toàn cục {\displaystyle \gamma } không quan sát được nên có thể bỏ. Khi đó, biểu thức cho qubit có dạng:
{\displaystyle |\Psi \rangle =\cos \left({\frac {\theta }{2}}\right)|0\rangle +e^{i\varphi }\sin \left({\frac {\theta }{2}}\right)|1\rangle }
Các tham số {\displaystyle \theta } và {\displaystyle \varphi } xác định một điểm trên một quả cầu đơn vị 3 chiều, được gọi là quả cầu Bloch. Dễ dàng nhận thấy rằng có vô số tổ hợp giữa theta và phi nghĩa là sẽ có vô số điểm trên quả cầu. Từ luận điểm này, một người có thể mong đợi lưu trữ toàn bộ bách khoa toàn thư thế giới vào một qubit. Tuy nhiên, luận điểm này là sai. Điểm sai đầu tiên là quả cầu Bloch chỉ là biểu diễn toán học và không có cách nào xác định sự định hướng của qubit trong quả cầu này. Thứ hai, kết quả của phép đo trên qubit luôn cho 0 hoặc 1 với một xác suất cho trước. Sau phép đo, hàm sóng bị suy sụp.
Một điểm cần lưu ý là khi biểu diễn bằng quả cầu Bloch, những qubit nào trực giao với nhau thì vector bán kính của chúng đối song song với nhau. Đơn cử, các qubit {\displaystyle |0\rangle } và {\displaystyle |1\rangle } lần lượt được xác định tại điểm cực bắc và nam của quả cầu và chúng trực giao với nhau.

### Các biến thể của qubit
Tương tự như qubit, nếu hệ được xét có d trạng thái hoặc mức khác nhau, hay nói cách khác là không gian Hilbert có d-chiều, thì hệ đó được gọi là qudit. Hiện nay, các hướng nghiên cứu cũng đã mở rộng sang cho hệ 3 mức, tức qutrit (tr- viết tắt cho tri-, nghĩa là 3).

## Trạng thái kết dính lượng tử
Bên cạnh nguyên lý chồng chập trạng thái, lý thuyết lượng tử cho phép sự tồn tại của một trạng thái đặc biệt của qubit, gọi là kết dính lượng tử, điều mà lý thuyết cổ điển không có được. Xét một hệ gồm 2 qubit. Trạng thái tổng hợp của chúng là:
{\displaystyle |\Psi \rangle =\left(\alpha |0\rangle +\beta |1\rangle \right)_{1}\otimes \left(\gamma |0\rangle +\delta |1\rangle \right)_{2}}
{\displaystyle =A|00\rangle +B|01\rangle +C|10\rangle +D|11\rangle }
Biểu thức cuối cùng là hiển nhiên. Tuy nhiên, trong những trường hợp đặc biệt, trạng thái tổng hợp của hệ không thể viết dưới dạng tích của 2 qubit, điển hình là một trong 4 trạng thái Bell:
{\displaystyle |\Phi ^{+}\rangle ={\frac {1}{\sqrt {2}}}\left(|00\rangle +|11\rangle \right)}
Nếu hệ 2 qubit này ở trạng thái kết dính lượng tử và giả sử mỗi qubit được trao cho Alice và Bob ở cách xa nhau. Alice tiến hành một phép đo lên một qubit và nhận được kết quả, giả sử |0>, thì ngay lập tức xảy ra sự suy sụp hàm sóng, và Bob khẳng định qubit của anh ta lúc đó là |0> mà không cần thực hiện phép đo. Điều này nghĩa là có sự tác động tức thời lên hệ ngay khi Alice thực hiện phép đo.
Trạng thái kết dính lượng tử là một trạng thái rất đặc biệt, mà đến nay chưa lý thuyết nào mô tả đầy đủ về nó. Trạng thái này được coi là một tài nguyên vô cùng quý giá trong nghiên cứu khoa học thông tin lượng tử.

## Các hình thái vật lý của qubit
Bất kỳ một hệ lượng tử 2 mức nào cũng có thể được sử dụng để biểu diễn qubit trong thực nghiệm. Ví dụ như trong quang học lượng tử, đối tượng nghiên cứu là photon thì qubit được biểu diễn bằng các trạng thái phân cực ngang hoặc dọc của photon. Trong vật lý nguyên tử, chúng có thể là các trạng thái tinh tế Zeeman của ion hoặc nguyên tử. Bảng dưới đây liệt kê một số các hệ quan trọng trong các lĩnh vực nghiên cứu liên quan.
| Hệ lượng tử                | Tính chất vật lý      | {\displaystyle \|0\rangle } | {\displaystyle \|1\rangle } |
| -------------------------- | --------------------- | --------------------------- | --------------------------- |
| Photon                     | Phân cực tuyến tính   | Ngang                       | Dọc                         |
| Photon                     | Phân cực tròn         | Trái                        | Phải                        |
| Hạt nhân nguyên tử         | Spin                  | Lên                         | Xuống                       |
| Electron                   | Spin                  | Lên                         | Xuống                       |
| Nguyên tử 2 mức năng lượng | Trạng thái năng lượng | Trạng thái cơ bản           | Trạng thái kích thích       |
| Mối nối Josephson          | Điện tích             | N cặp đồng                  | N+1 cặp đồng                |
| Mạch siêu dẫn              | Từ thông              | Lên                         | Xuống                       |